# Марієнплац (Мюнхен)
48°08′14″ пн. ш. 11°34′31″ сх. д. / 48.137222222222° пн. ш. 11.575277777778° сх. д.
Марі́єнплац (нім. Marienplatz) — центральна площа Мюнхена, центр пішохідної зони й одна з головних визначних пам'яток центру міста.
На площі розташовані мюнхенські ратуші — Нова і Стара, звідси починається Кауфінгерштрассе. У районі Марієнплац також розташовуються історичний ринок Віктуалієнмаркт, найбільший мюнхенський собор Фрауенкірхе та багато інших визначних пам'яток.
Під площею — велика вузлова станція мюнхенського громадського транспорту: тут лінії U3 і U6 мюнхенського метро перетинаються з центральною гілкою мюнхенської міської електрички.

## Галерея

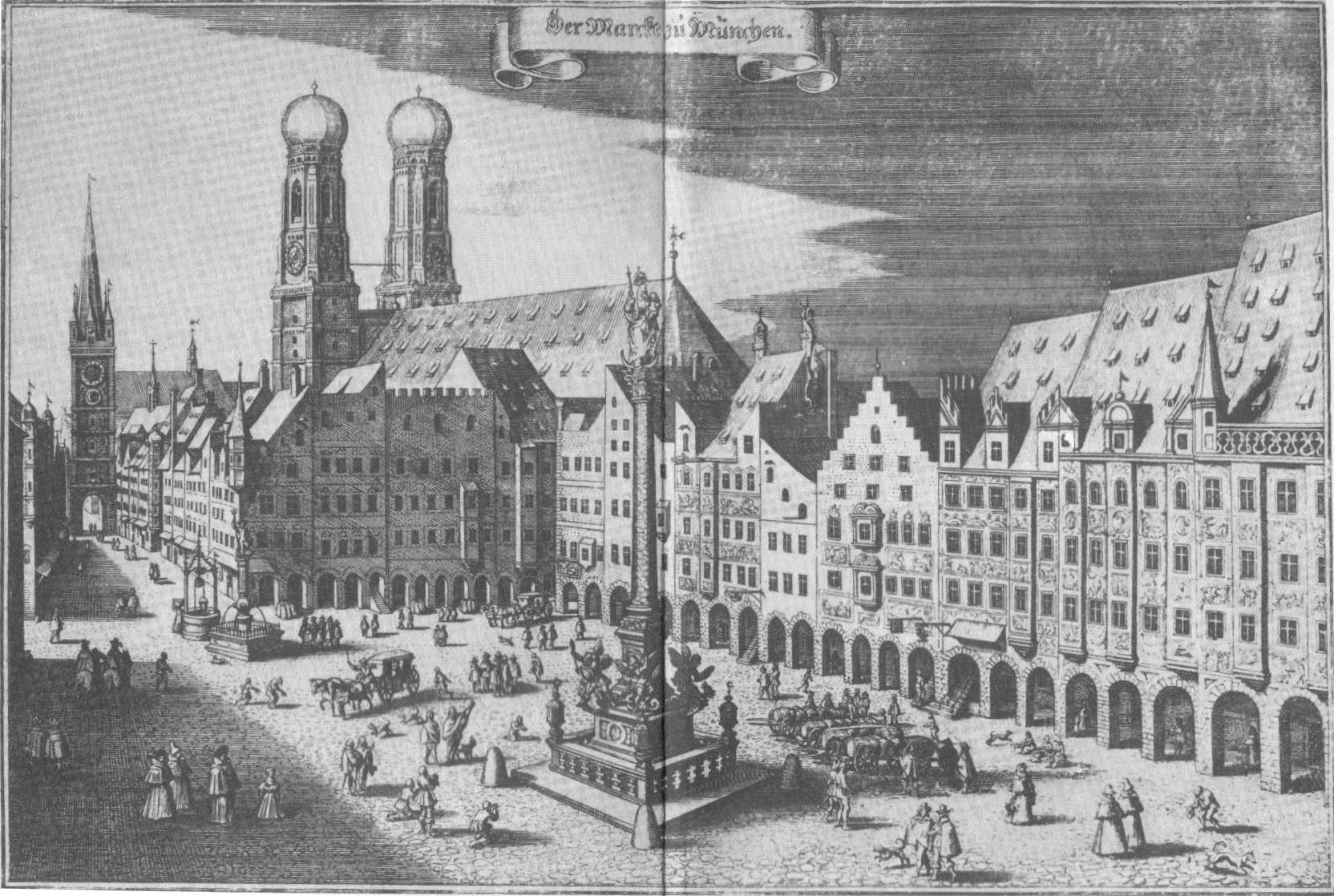
Гравюра 1642 року
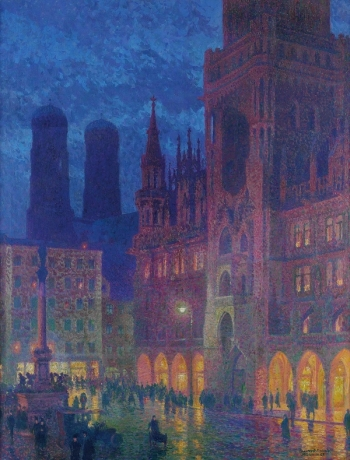
Картина 1907 року
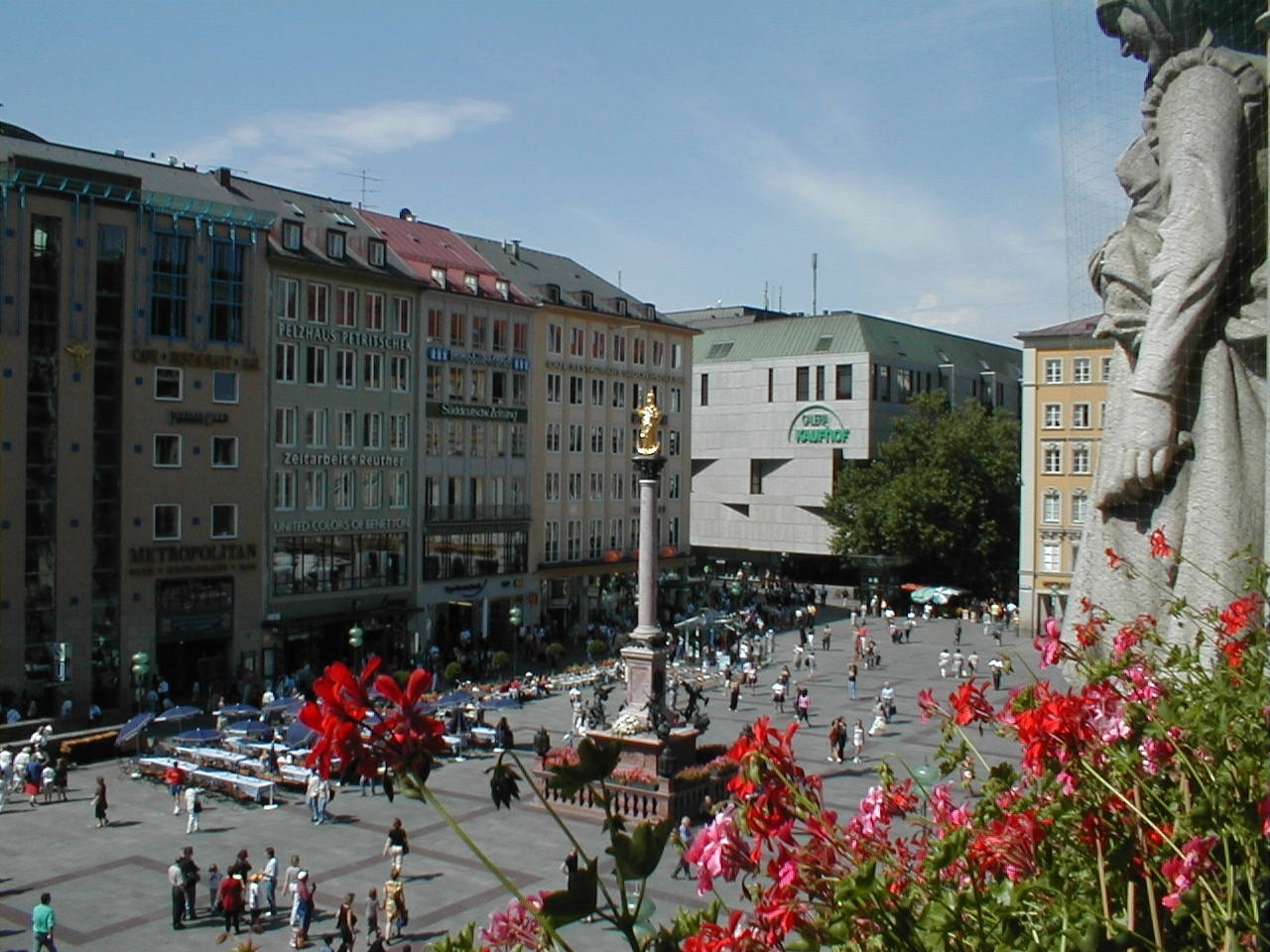
Марієнплац
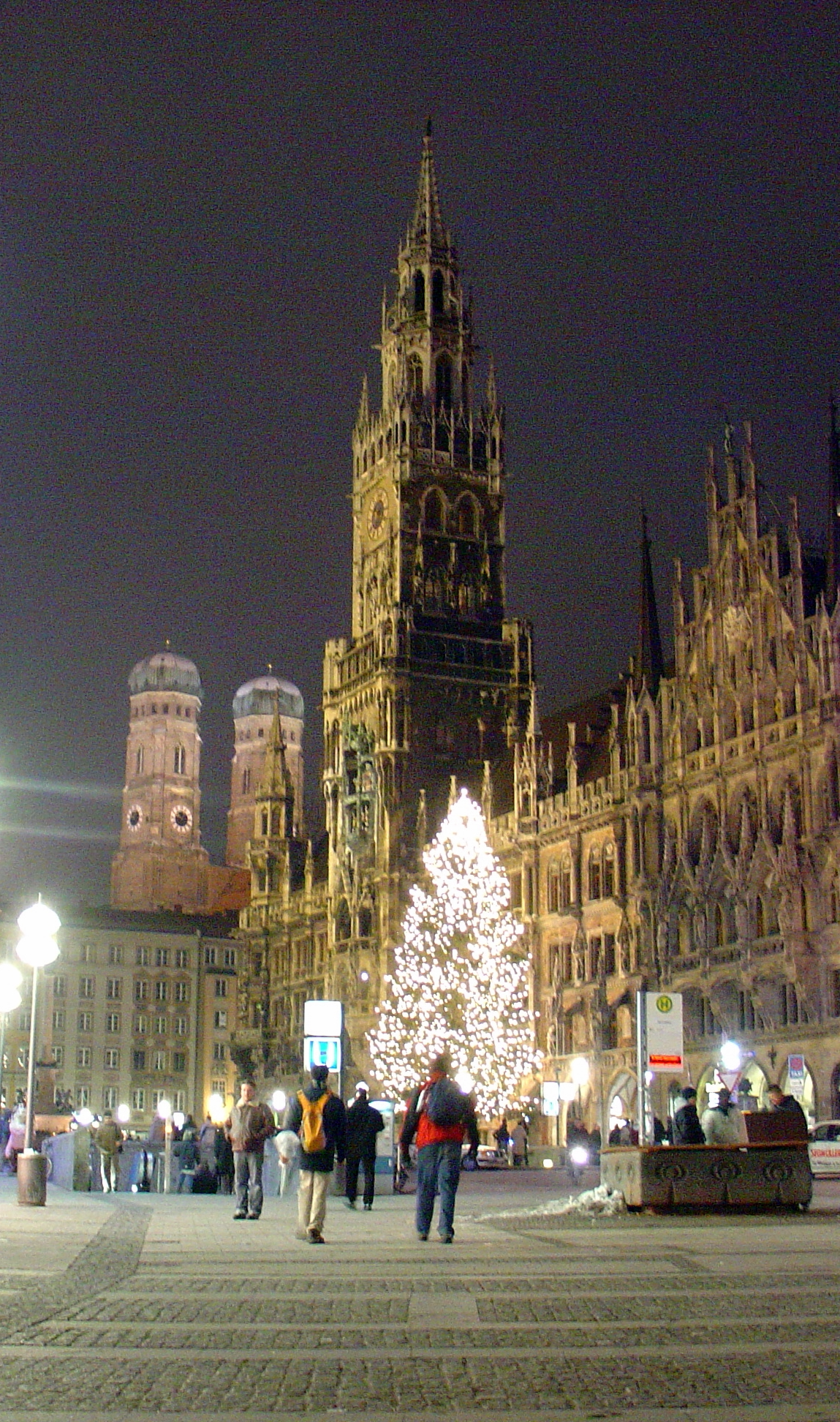
Марієнплац вночі перед Різдвом
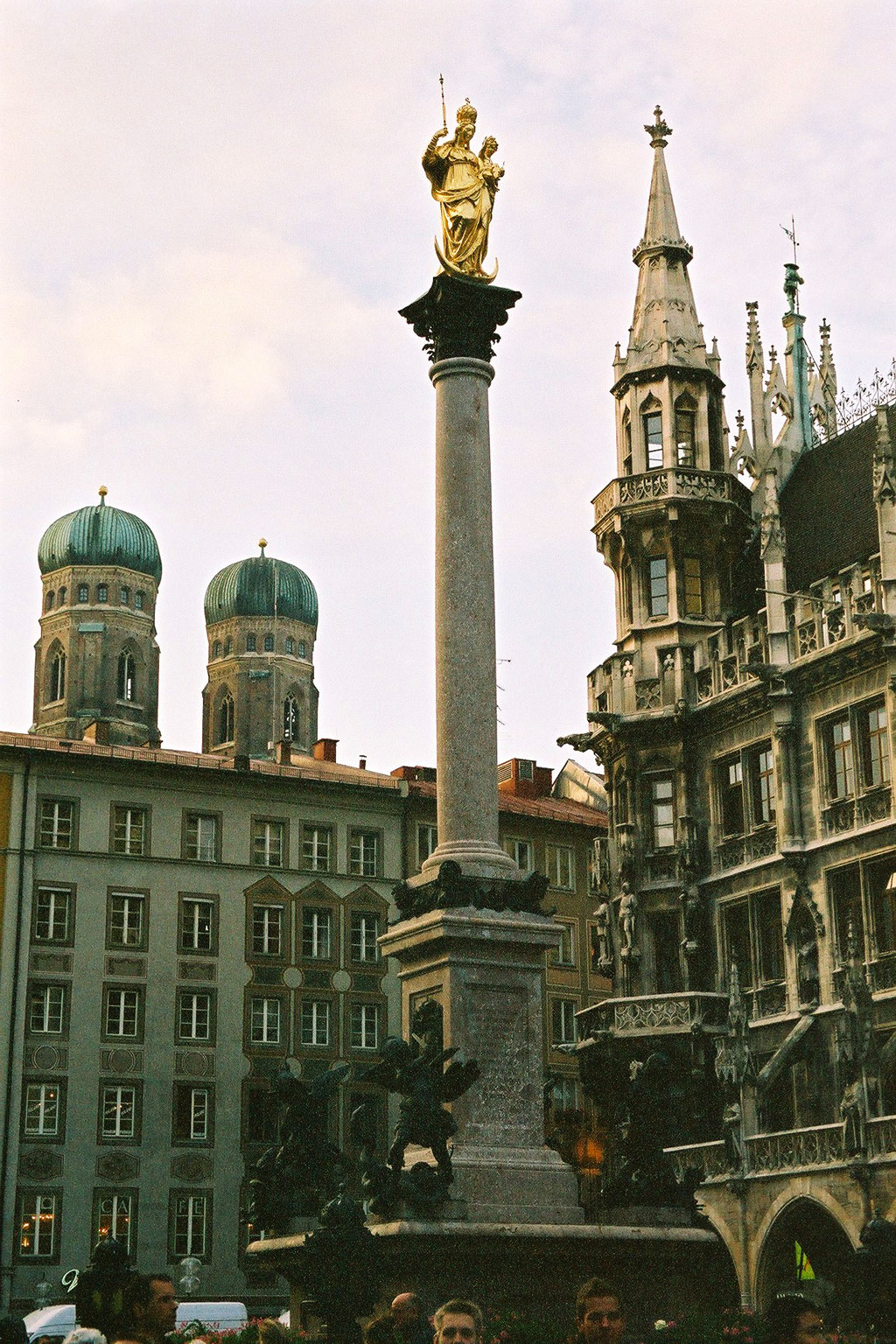
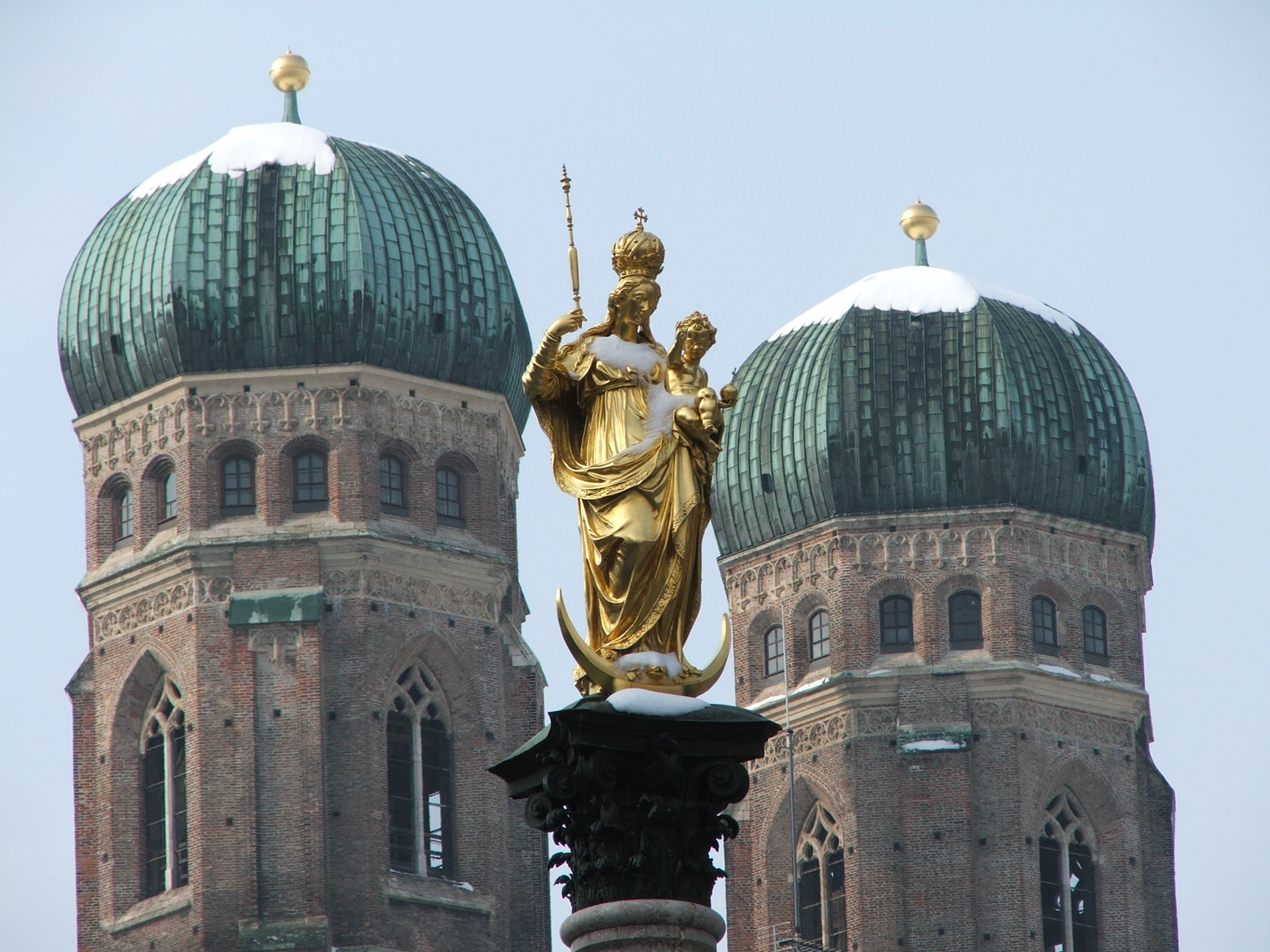
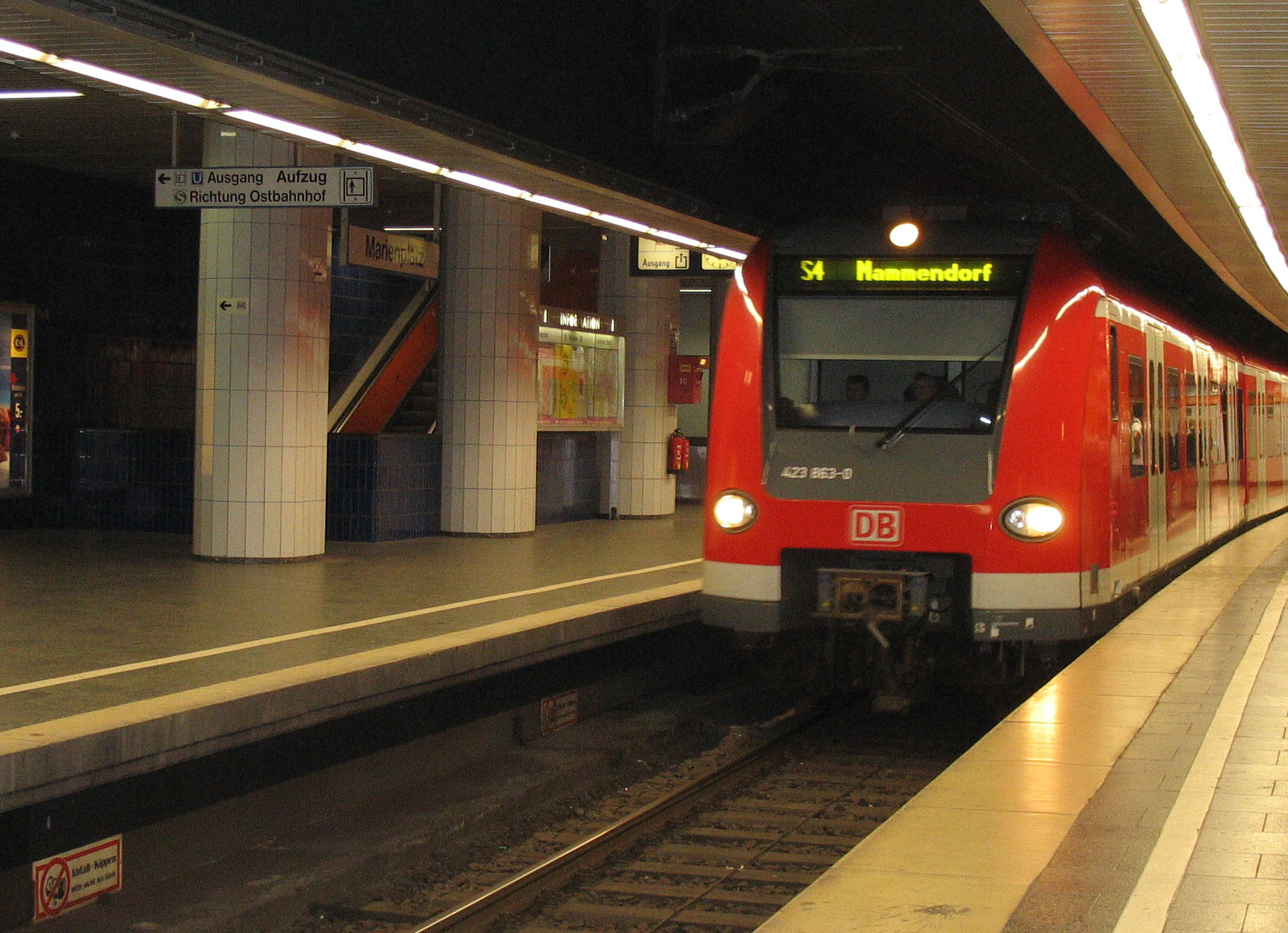
Станція «Марієнплац» мюнхенської міської електрички